# Всеукраїнський фонд Територія Добра
Територія добра — український благодійний фонд, який займається допомогою дітям та ЗСУ.

## Історія
Організація створена за ініціативи Лопотухи Валерії на початку 2015 року, метою було вказано допомогу військовим та дітям в зоні АТО.
На початку 2016 року було підписано угоду про співпрацю з Українською біржею благодійності.
27 травня 2016 року Всеукраїнський Фонд Територія Добра організував проведення фестивалю дитячої творчості «Діти України Схід та Захід разом», для розкриття таланту, індивідуальності і творчого потенціалу дітей та молоді з різних куточків України. Головною метою фестивалю було патріотичне виховання свідомих громадян України за допомогою творчості, народних танців та пісень.
29 липня 2016 за підтримки Державного управління справами в Українському домі був організований Перший Всеукраїнський форум волонтерів, який став початком створення Асоціації Волонтерів України.
12 червня 2017 року керівництво організації було нагороджене Грамотою Верховної Ради за заслуги перед народом України.
9 грудня 2017 року організація потрапила у рейтинг ТОП 15 благодійних фондів України яким можна довіряти.
12 грудня 2017 року фонд отримав грант від Міжнародного Фонду Відродження для придбання новорічних подарунків дітям на Лінії зіткнення.
19 травня 2018 року фонд Територія Добра за підтримки Торгово-промислової Палати України в Австралії передали дітям в Новотошківське, Кримське, Муратове Луганської області, 300 наборів з засобами особистої гігієни.
19 серпня 2019 року долучились до платформи «Допомога що треба» інтернет-магазину Rozetka та отримали можливість купувати товари для благодійної діяльності за спеціальними цінами.
27 грудня компанія Glovo перерахувала денну грошовий виторг 5-тьом благодійним фондам, одним із яких став Всеукраїнський фонд Територія Добра.
10 лютого 2020 року підписали меморандум з компанією BEST SEO Space, згідно з яким компанія буде перераховувати 5% від прибутку на реалізацію благодійних проєктів, спрямованих на допомогу дітям з особливими потребами.

## Діяльність
З 2015 по 2016 рік організацією було відправлено в Луганську та Донецьку область понад 20 тонн продуктів, для допомоги мирному населенню та військовим.[джерело?]
З моменту заснування організації загалом було передано: 4967 упаковок медикаментів, 1993 одиниці амуніції, 56 шт автозапчастин, 435 наборів інструментів, 1160 витратних матеріалів,14 одиниць побутової техніки, 135 комп'ютерів, оптичного обладнання 27 шт, 30 дизельних генераторів, 1445 товарів для дітей, 2 снайперські комплекси, 400 новорічних подарунків та 300 наборів з засобами особистої гігієни.
У 2018 році організація спрямовує ресурси на допомогу дітям, які проживають на лінії розмежування, та підтримку обороноздатності України.
З початку 2015 року організація активно примає участь у забезпеченні таких військових підрозділів:
- 58-ма окрема мотопіхотна бригада;
- 72-га окрема механізована бригада (ЗСУ);
- 56-та мотопіхотна бригада;
- 131-й окремий розвідувальний батальйон;
- 73-й морський центр спеціальних операцій;
- 24-й окремий батальйон «Айдар»;
- Добровольчий Український Корпус.